# Eugène Mihaesco
 (juin 2020).
Eugène Mihaesco ou Eugen Mihăescu (né le 24 août 1937 à Bucarest) est un artiste et homme politique roumain.

## Biographie
Il est né dans une famille d'intellectuels à Bucarest. Son père, Nicolae Mihăescu, était l'assistant de Tudor Vianu. Il a fait ses études secondaires (lycée Sfântul Sava) et universitaire (Institut des Beaux-Arts "Nicolae Grigorescu") à Bucarest. En 1961, il devient membre de l'Union des artistes visuels. Entre 1960 et 1963, il a été directeur artistique du magazine “Secolul XX", dont la conception graphique lui appartient et, plus tard, du magazine Luceafărul (1964-1966). En 1963, il expose à la Biennale de Sao-Paulo, et deux années plus tard, il inaugure sa première exposition personnelle aux Galleries “Orizont” de Bucarest. Après s'être installé en Suisse, à Lausanne (1967), il devient directeur artistique de la Maison d'édition Rencontre et publie des dessins dans Le Monde et Le Figaro littéraire. En 1981, il s'installe à New York et devient un collaborateur permanent dans les pages éditoriales du New York Times. Il réalise 69 couvertures pour The New Yorker et collabore avec de nombreuses autres publications américaines : Time Magazine, The Los Angeles Times, The Atlantic Monthly, Vogue, mais aussi européennes : Le Monde, Le Figaro. Ses dessins ont été reproduits dans le magazine Graphis, l'une des plus importantes publications d'art graphique et de design, qui lui a consacré deux numéros. D’après les mots de Phil Beard : « Graphis Magazine était une publication suisse influente fondée par Walter Herdeg, une vitrine des meilleures affiches, couvertures et illustrations, à partir de son premier numéro de l'année. 1944. »
Entre 1981 et 1982, il a été professeur au Pratt Institute de New York, où il a enseigné la théorie des idées dans l'art. En 1996, il est nommé conseiller et ambassadeur itinérant du président de la Roumanie. De 2001 à 2004, il a été ambassadeur, délégué permanent de la Roumanie auprès de l'UNESCO, à Paris. Il a été membre du conseil exécutif de l'organisation internationale. Durant la même période, il poursuit sa collaboration avec le journal français Le Monde, en publiant des dessins dans la page éditoriale. Il a été élu sénateur, au Parlement roumain, sur les listes du Parti de la Grande Roumanie et vice-président de la Commission de politique étrangère du Sénat, lors de la législature 2004-2008. Au cours de son activité parlementaire, Eugen Mihăescu a été membre des groupes d'amitié parlementaire avec l'UNESCO, le Royaume de Bahreïn, la République-Sénat française et la République de Côte d'Ivoire.
Dans la période 2005-2007, il a représenté la Roumanie au Parlement européen, où il était membre du groupe nationaliste d'extrême droite Identité, Tradition, Souveraineté (ITS). Fin 2012, Eugen Mihăescu attaque Corneliu Vadim Tudor, le président du Parti de la Grande Roumanie, dans le pamphlet intitulé "Le Rhinocéros", publiée dans Cotidianul et quitte le parti politique.
Il a exposé dans de nombreuses villes à travers le monde : Barcelone, Bologne, Bordeaux, Sao Paolo, Buenos Aires, Genève, Lausanne (aux galeries "Alice Polli" en 1965 et "Wibenga" en 1966), New York (au Galeries "St. Etienne" en 1981 et 1984), Paris (au Musée des Arts Décoratifs du Louvre en 1973 et au Musée d'Art Moderne du Centre Pompidou en 1988), etc. En 1983, il a reçu le "Page One Award" de l'American Journalists Union pour la meilleure couverture, et en 1985, il a reçu la médaille d'or du Art Directors Club de New York; en 1988, il a reçu le Diplôme d'Honneur des Arts, décerné par l'Académie Roumano-Américaine des Sciences et des Arts, et en 2000 l'Ordre National du Mérite, avec le grade de Grand Officier. Il est membre de l'Union des artistes visuels de Roumanie (1961).
Bibliographie
Steven Heller, Man Bites Man-Two Decades of Satiric Art, New York, 1981;
Who's Who in American Art, New York, 1986; 1999-2000;
Ionel Jianu, Romanian Artists in the West, Paris, 1986; Nemuritorii.Academicienii romani (coord. Ioan Ivanici, Paraschiv Marcu), Bucuresti, 1995;

Dan Fornade, Românii din America. 500 personalități din SUA și Canada , Montreal, 2000;